# A Short Album About Love
Az 1997-es A Short Album About Love a The Divine Comedy ötödik nagylemeze. Az album szerepel az 1001 lemez, amit hallanod kell, mielőtt meghalsz című könyvben.
Az Everybody Knows (Except You) kislemezen is megjelent, különböző kiadásokban, mindig három koncertfelvétellel. Az együttes egyik legnagyobb slágere lett, a brit listákon a 14. helyig jutott. Az In Pursuit Of Happiness egyik dallama a Tomorrow's World tv-sorozat betétdala lett.

## Az album dalai
|    | Cím                                    | Szerző(k)   | Hossz |
| -- | -------------------------------------- | ----------- | ----- |
| 1. | In Pursuit Of Happiness                | Neil Hannon | 3:31  |
| 2. | Everybody Knows (Except You)           | Hannon      | 3:48  |
| 3. | Someone                                | Hannon      | 5:58  |
| 4. | If...                                  | Hannon      | 4:25  |
| 5. | If I Were You (I'd Be Through With Me) | Hannon      | 4:41  |
| 6. | Timewatching                           | Hannon      | 4:42  |
| 7. | I'm All You Need                       | Hannon      | 4:51  |

## Közreműködők

### The Divine Comedy
- Neil Hannon – ének, gitár
- Ivor Talbot – gitár
- Bryan Mills – basszusgitár
- Joby Talbot – zongora, zenekar hangszerelése
- Stuart "Pinkie" Bates – Hammond orgona
- Miguel Barradas – dob

### The Brunal Ensemble
- Simon Baggs – hegedű, zenekarvezető
- Lisa Betteridge, Kate Birchall, Krista Juanita Caspersz, Emily Davis, Benjamin Harte, Mary Martin, Timothy Myall, Benjamin Nabarro, Juliet Warden – hegedű
- Yannick Dondelinger, Zoe Lake, Jong On Lau, John Murphy – brácsa
- Betsy Taylor, Robbie Jacobs, Douncan Moulton – cselló
- Peter Devlin, Philip Dawson – nagybőgő
- Max Spiers – oboa
- Charlotte Glasson – szaxofon, fuvola
- Matthew Gunner – kürt
- Simon Jones – trombita
- Adam Howard – trombita, szárnykürt
- Jane Butterfield – harsona
- Robert Farrer – ütőhangszerek

Karmester: Christopher Austin

## Fordítás
Ez a szócikk részben vagy egészben az A Short Album About Love című angol Wikipédia-szócikk ezen változatának fordításán alapul.  Az eredeti cikk szerkesztőit annak laptörténete sorolja fel. Ez a jelzés csupán a megfogalmazás eredetét és a szerzői jogokat jelzi, nem szolgál a cikkben szereplő információk forrásmegjelöléseként.